# Ла-Рош-о-Фе

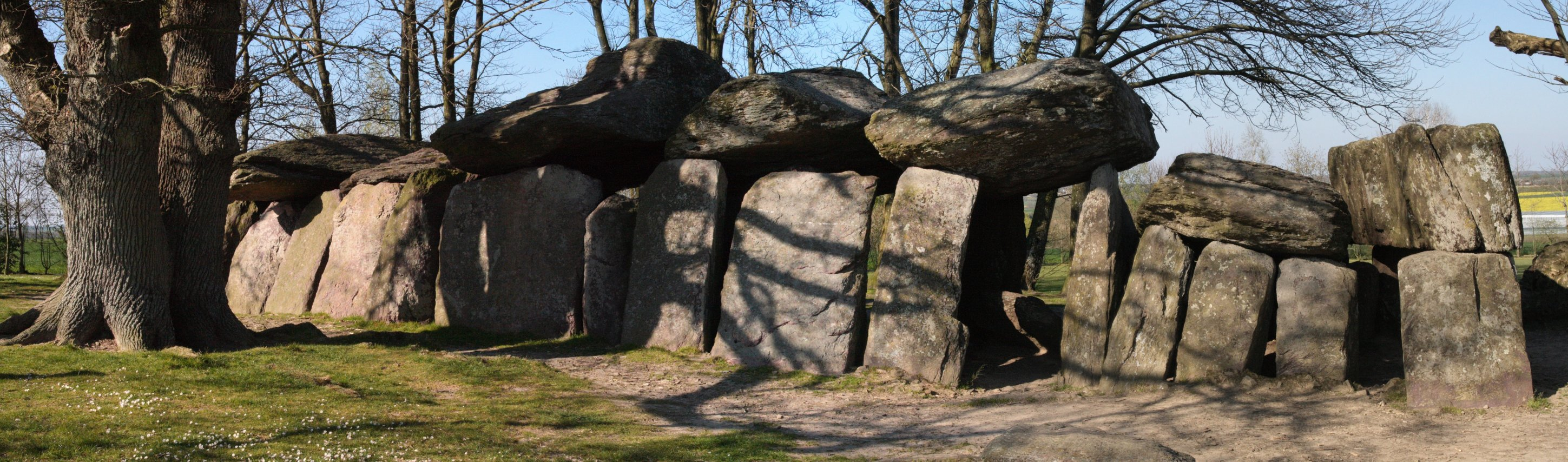
Дольмен «Скала фей»

Ла-Рош-о-Фе, фр. La Roche-aux-fées, букв. «скала (у) фей» — мегалитический памятник во Франции на территории коммуны Эссе (Иль-э-Вилен). Представляет собой крытую аллею длиной около 19,5 метров. Название происходит от легенды о том, что камни для дольмена принесли в эти места феи.
В честь дольмена была названа марка йогурта, владельцем которой была компания Unilever; марка исчезла в 1988 году после слияния с компанией Chambourcy, и вновь появилась на рынке в 1999 году для ряда продуктов питания.
Направление коридора дольмена соответствует направлению солнечных лучей во время зимнего солнцестояния.

## Литература

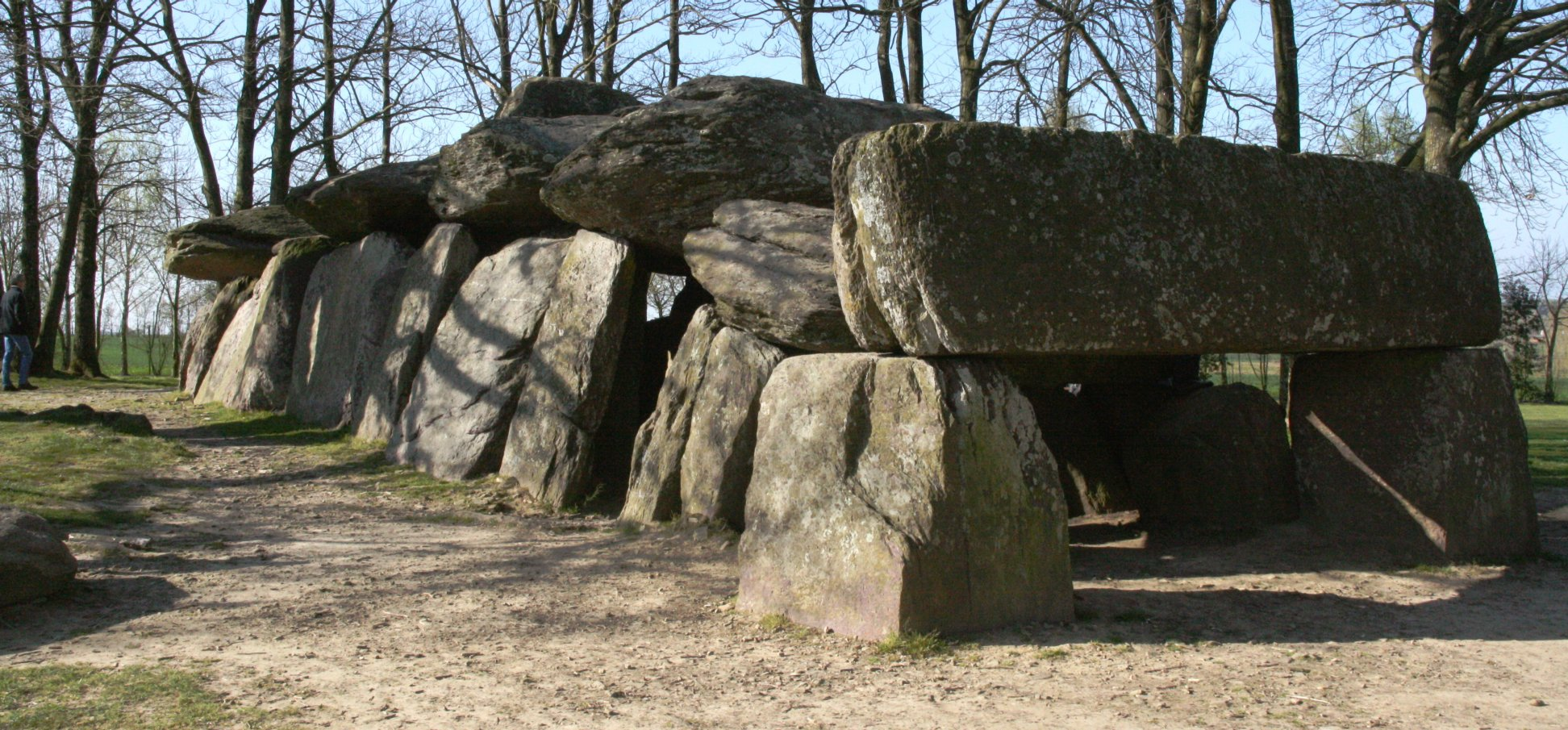
Вид на дольмен снаружи
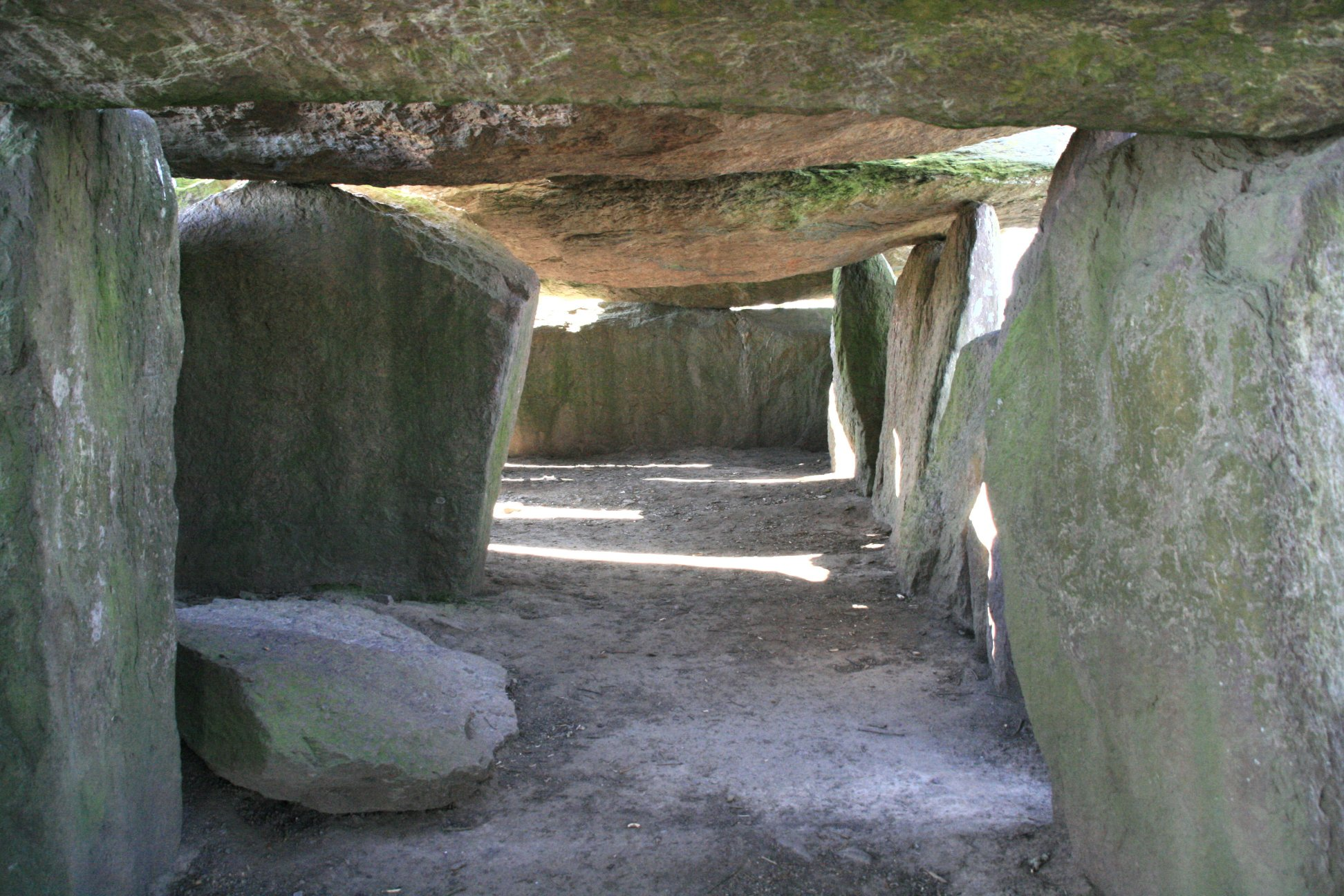
Вид изнутри: погребальная камера
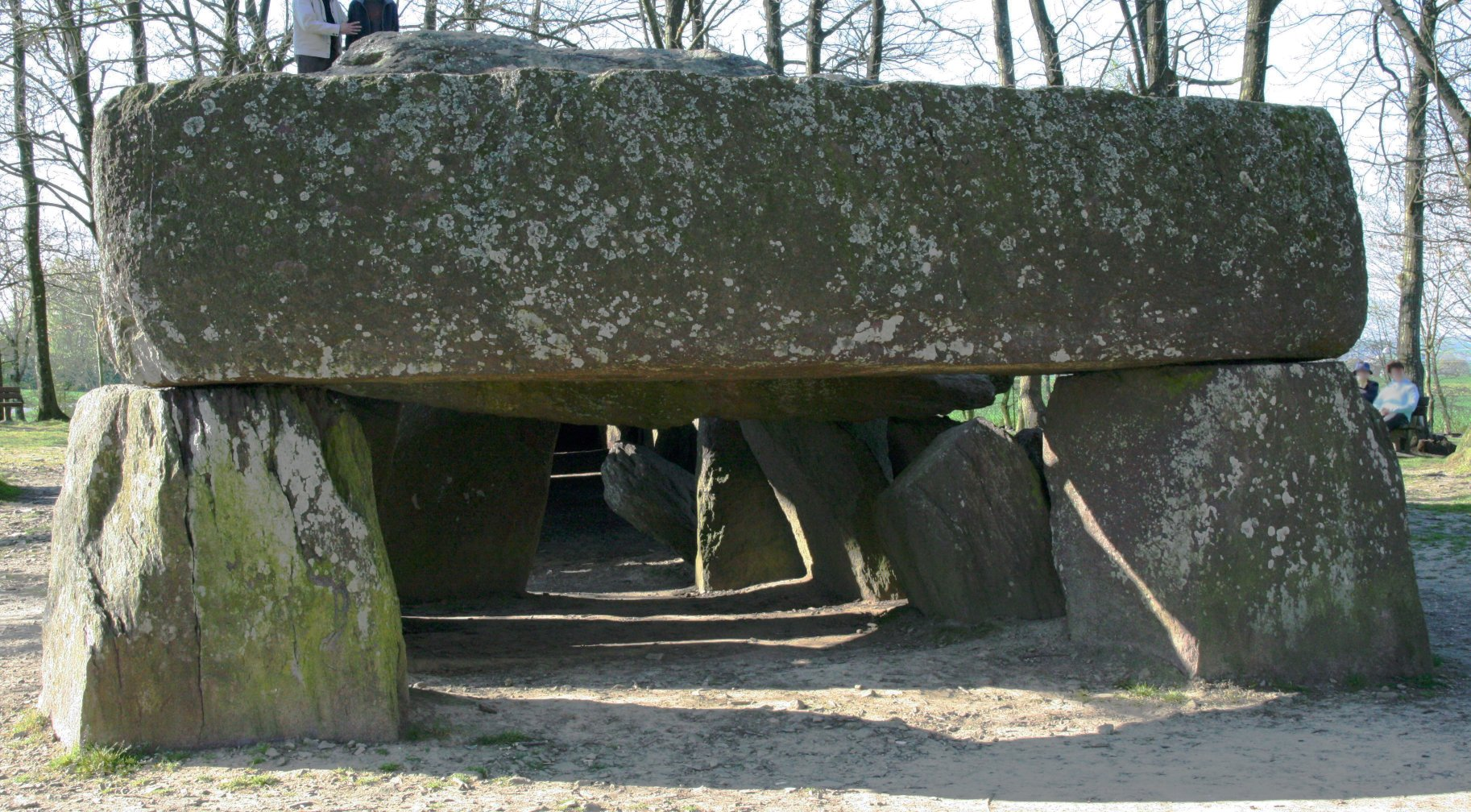
Входной портал